# Online Books Page
Страница электронных книг — индекс электронных учебников, доступных в Интернете. Он создавался Джоном Марком Окерблумом в 1993. Располагается в библиотеке Пенсильванского университета. В индексе находятся более 2 миллионов книг.
The Online Books Page была вторым важным мероприятием по каталогизации онлайн-текстов, но первым, сделавшим это со строгостью, требуемой библиотечным делом. Впервые сайт появился в сети летом 1993 года. Вскоре после этого появилась Публичная Интернет-библиотека (Internet Public Library).
Этот веб-сайт был назван одним из лучших бесплатных справочных веб-сайтов в 2003 году Секцией справочной информации с использованием машин Американской библиотечной ассоциации.